# Ideoblothrus mexicanus
Ideoblothrus mexicanus är en spindeldjursart som först beskrevs av William B. Muchmore 1972.  Ideoblothrus mexicanus ingår i släktet Ideoblothrus och familjen spinnklokrypare. Inga underarter finns listade i Catalogue of Life.